# Joel Jacob
Joel Jacob (* 8. Oktober 1992) ist ein antiguanischer Fußballspieler auf der Position eines Abwehrspielers.

## Karriere
Joel Jacob wurde am 8. Oktober 1992 geboren. Seit 2015 spielt er beim Swetes FC, einem unterklassigen Verein aus der Ortschaft Swetes auf der Insel Antigua. Der Verein stieg in der Saison 2015/16 aus der antiguanischen Drittklassigkeit, in der sich die Mannschaft mit 14 Siegen, einem Remis, sowie einer Niederlage in 16 Spielen klar den Meistertitel sicherte, in die nächsthöhere Spielklasse des Landes auf. In der nach der regulären Meisterschaft folgenden ABFA Champions League schied die Mannschaft in der dritten Runde gegen den Lokalrivalen Old Road FC aus. Am Ende der Zweitligasaison 2016/17 rangierte Jacob mit seiner Mannschaft mit fünf Punkten Vorsprung auf den Zweitplatzierten, den Five Islands FC, auf dem ersten Tabellenplatz der First Division. Im nachfolgenden ABFA Super 8 Tournament bezwang das Team im Halbfinale den SAP FC mit 3:2 in der Verlängerung und trafen im Finale auf die ebenfalls mit 3:2 in der Verlängerung aus dem Halbfinale gekommenen Pigotts Bullets FC. Das Finalspiel wurde allerdings in der 77. Spielminute beim Stand von 2:1 für den Pigotts Bullets FC wegen einer Schlägerei unter den Spielern abgebrochen und beiden Mannschaften der Aufstieg in die höchste Spielklasse verwehrt. Noch während der Saison 2016/17 wurde Jacob in die Fußballnationalmannschaft seines Heimatlandes einberufen und kam am 23. November 2016 bei einem freundschaftlichen Länderspiel gegen Estland zu seinem Länderspieldebüt. Bei der 0:1-Niederlage setzte ihn Trainer Rolston Williams ab der 63. Spielminute als Ersatz für den etwas mehr als vier Jahre jüngeren Shevorn Phillip ein.